# Масали, Андрес
Андре́с Маса́ли (исп. Andrés Mazali; 22 июля 1902, Гурую — 30 октября 1975, Монтевидео) — уругвайский футболист, вратарь. Двукратный олимпийский чемпион (1924, 1928).

## Биография
В 1920 году стал чемпионом Южной Америки в беге с барьерами на дистанции 400 метров.
Был суперзвездой мирового футбола 1920-х годов, одним из пяти человек, выигравших в составе сборной Уругвая Олимпиады 1924 и 1928 годов, наряду с Хосе Насасси, Сантосом Урдинараном, Эктором Скароне и Хосе Леандро Андраде. Все четверо стали чемпионами мира в 1930 году, что же касается самого Масали, то он вошёл в историю тем, что в последний момент его отчислил из сборной за нарушение режима главный тренер Альберто Суппичи. После заката футболистам воспрещалось покидать тренировочную базу, однако Масали нарушил запрет (его видели с неизвестной блондинкой) и вместо него в сборную был взят Энрике Бальестерос из «Рамплы Хуниорс», блестяще отыгравший впоследствии на турнире и ставший чемпионом мира.
Больше Масали не приглашался в сборную и завершил карьеру в «Насьонале» в том же 1930 году. Умер 30 октября 1975 года в Гуруйю.

## Титулы
- Чемпион Уругвая по футболу (5): 1919, 1920, 1922, 1923, 1924
- Олимпийский чемпион по футболу (2): 1924, 1928
- Чемпион Южной Америки по футболу (3): 1923, 1924, 1926
- Чемпион Южной Америки в беге на 400 метров с барьерами: 1920